# The Jem'Hadar
"The Jem'Hadar"  és el 26è i últim episodi de la segona temporada de la sèrie de televisió de ciència-ficció estatunidenca Star Trek: Deep Space Nine, el 46è de tota la sèrie. Originalment es va emetre en redifusió a partir del 13 de juny de 1994. Aquest episodi va ser escrit per Ira Steven Behr, i dirigit per Kim Friedman. Introdueix els Jem'Hadar i els Vorta, dues espècies del Domini. És l'últim episodi que presenta regularment la insígnia de comunicador de la dècada de 2360 de Star Trek: La nova generació.
Ambientada al segle XXIV, la sèrie segueix les aventures a Espai Profund 9, una estació espacial situada prop d'un forat de cuc estable entre els Quadrants Alfa i Gamma de la Via Làctia, prop del planeta Bajor, mentre els bajorans es recuperen d'una brutal ocupació de dècades pels imperialistes cardassians. En aquest episodi la tripulació d'Espai Profund 9 es troba amb una força més poderosa que la Federació.

## Argument
El comandant Sisko i el seu fill Jake es preparen per a un viatge d'acampada pare i fill a un planeta del Quadrant Gamma. Sisko es deceb quan Jake convida el seu millor amic Nog a unir-s'hi, i encara més es consterna quan l'oncle de Nog Quark també s'hi convida. Marxen tal com estava previst, però mentre munten el campament, Quark s'irrita ràpidament per l'entorn i discuteix amb Sisko, cosa que fa que un Nog avergonyit s'endinsi al bosc amb Jake perseguint-lo.
Sisko i Quark s'espanten quan una dona alienígena surt corrent del bosc, perseguida per un grup de soldats ferotges, que els fan presoners tots tres. Sisko, Quark i la dona, Eris, són portats a una cova on són empresonats en un camp de força. Eris adverteix a Sisko que el camp és letal i que no pot utilitzar les seves habilitats telecinètiques per desactivar-lo a causa del collar supressor que porta al coll. Ella explica que els soldats són Jem'Hadar, criats i posats al servei pel Domini, que governa aquella secció del Quadrant Gamma, i que no es poden escapar ni derrotar-los. Sisko assenyala que han estat empresonats junts i que no estan sota vigilància estricta, creient que pot utilitzar l'aparent excés de confiança dels seus captors en el seu benefici, i comença intentant treure el collar d'Eris.
El tercer Talak'talan, líder del grup Jem'Hadar, informa a Sisko que el Domini ja no tolerarà la presència de naus de l'altre costat del forat de cuc i revela un ampli coneixement del Quadrant Alfa, però es nega a permetre que Sisko parli amb els Fundadors, líders del Domini, que Eris afirma que són un mite. Després de diverses hores, Sisko fa alguns progressos en treure el collar d'Eris i demana a Quark que forci el pany.
Mentrestant, Jake i Nog, després d'haver tornat al campament per trobar que Sisko i Quark han marxat, localitzen el campament Jem'Hadar. Tornen a la nau espacial, però no poden teletransportar els captius fora del planeta ni desviar-se del pilot automàtic de la nau per sortir de l'òrbita i obtenir ajuda. Quan finalment aconsegueixen el control de la nau, s'adonen que sense el pilot automàtic hauran d'aprendre a pilotar-la ells mateixos.
De tornada a Espai Profund 9, una nau arriba inesperadament a través del forat de cuc, i Talak'talan es materialitza sobtadament a Ops, tot i que els escuts de l'estació estan aixecats. Informa a la tripulació que Sisko està sent detingut pel Domini, i després es transporta abans que el puguin atrapar, caminant sense afectar-se a través d'un camp de força de seguretat. El capità Keogh, al comandament de la nau estel·lar de classe "Galaxy", la U.S.S. "Odyssey", arriba a l'estació per avaluar la situació i organitzar una missió de rescat. Permet que les dues naus espacials restants de l'estació, tripulades per la Major Kira, O'Brien, Dax, Odo, i el Dr. Bashir,  acompanyin l'Odyssey en la seva missió.
Quark aconsegueix treure el collar d'Eris, cosa que li permet desconnectar el camp de força, i els tres escapen. Mentrestant, les naus de la Federació són atacades, i l'Odyssey pateix greus danys, ja que les armes Jem'Hadar aconsegueixen eludir els seus escuts. O'Brien es teletransporta a bord de la nau espacial de Jake i Nog i pren el control, i després teletransporta a bord Sisko, Quark i Eris. Quan el grup comença a retirar-se al Quadrant Alfa, una de les naus Jem'Hadar fa un atac suïcida contra l'Odyssey, xocant amb ella i destruint-la gairebé a l'instant. De tornada a l'estació, Quark descobreix que el collar d'Eris és fals, i dedueixen que és una espia del Domini, cosa que ella admet abans de transportar-se, deixant la tripulació amb la consciència que els seus tractes amb aquest nou i poderós oponent tot just han començat.

## Artistes convidats
- Aron Eisenberg - Nog
- Alan Oppenheimer - Keogh
- Molly Hagan - Eris
- Cress Williams - Talak'talan

## Producció
El títol provisional de l'episodi era "The Dominion". La idea bàsica d'aquest episodi es remunta a una idea inicial per al final de la primera temporada de "Star Trek: Deep Space Nine". Això preveia un episodi crossover amb la sèrie Star Trek: La nova generació, en què les tripulacions de Deep Space Nine i les Enterprise D han de treballar juntes per repel·lir una força d'invasió.
El fet que l'Odyssey hagués de ser una nau de classe Galaxy va ser una decisió conscient. Això pretenia emfatitzar que els Jem'Hadar també haurien estat capaços de destruir l'Enterprise.
Segons Ira Steven Behr, el discurs de Quark a Sisko pretenia corregir finalment la imatge anterior dels ferengi. A Star Trek: La nova generació, havien estat introduïts, més o menys, com a nous vilans. Behr volia allunyar-se d'això i retratar-los com una espècie que simplement té un sistema de valors diferent del de la humanitat. Era important per a ell que els espectadors poguessin prendre's seriosament els ferengi.
Per a l'aparició dels Jem'Hadar, el maquillador Michael Westmore es va inspirar en un rinoceront. En lloc d'una banya gran, va afegir moltes banyes petites a les seves cares, donant-los un aspecte perillós.

## Recepció
L'episodi va ser nominat a un Premi Primetime Emmy el 1995 per "Millor Assoliment Individual en Efectes Visuals Especials".
Keith DeCandido el va qualificar com un bon episodi de Star Trek: Deep Space Nine a tor.com el 2013. Li va agradar la representació dels Sisko de la seva relació pare-fill, així com el discurs de Quark sobre el tracte dels humans als ferengi. DeCandido també va elogiar l'actuació de Molly Hagan i Cress Williams. Tanmateix, va criticar l'episodi per perdre gran part del seu suspens després de repetides visualitzacions, ja que falta l'element sorpresa. A més, va criticar el fet que moltes de les capacitats del Domini (telecinesi, transport de llarg abast, etc.) i la demanda de cessar tot el trànsit de naus a través del forat de cuc es van reduir significativament després d'aquest episodi.
TrekNation va dir que "van gaudir molt de l'episodi" tot i que no estaven segurs que fos un "bon episodi"; van considerar que molts personatges s'havien desenvolupat i el van qualificar de "final de temporada satisfactori" sense ser un final de deixada en suspens.
IGN va dir que aquest era un dels dos millors episodis de la segona temporada de DS9, i va assenyalar com va introduir la saga Domini que dominaria les temporades posteriors.
El 2018, Comic Book Resources va qualificar l'episodi "The Jem'Hadar" juntament amb la seva seqüela "The Search" com la 14a millor història de diversos episodis de Star Trek.
El 2015, Geek.com va recomanar aquest episodi com a "de visió essencial" per a la seva guia abreujada de marató de sèries de Star Trek: Deep Space Nine.
El 2019, Screen Rant va classificar aquest com el quart millor episodi del personatge Nog, i va destacar com Nog va poder treballar conjuntament amb Jake.
El 2020, Io9 va dir que aquest era un dels episodis "imprescindibles" de la sèrie.
El 2021, Nerdist va dir que aquest era un dels deu millors episodis de Star Trek amb primer contacte alienígena, presentant els combatius Jem'Hadar, així com els Vorta en un episodi, ja que la Federació té el seu primer frec amb el Domini.

## Llançaments
Aquest episodi juntament amb "Tribunal" es va publicar en un casset VHS, Star Trek: Deep Space Nine Vol. 23 - Tribunal/The Jem' Hadar.
L'1 d'abril de 2003, la segona temporada de Star Trek: Deep Space Nine es va publicar en discs de vídeo DVD, amb 26 episodis en set discs. Això incloïa una pista d'àudio Dolby Digital 5.1 per als episodis.
Aquest episodi es va publicar el 2017 en DVD amb la sèrie completa en caixa recopilatòria, que tenia 176 episodis en 48 discs.